# 36. gardna strelska divizija (ZSSR)
Za druge 36. divizije glejte 36. divizija.
36. gardna strelska divizija je bila gardna strelska divizija v sestavi Rdeče armade med drugo svetovno vojno.

## Zgodovina
Divizija je bila ustanovljena avgusta 1942 z reorganizacijo ostankov 9. zračnoprevoznega korpusa. 
Med drugo svetovno vojno je sodelovala v bitki za Stalingrad.

## Organizacija
- štab
- 104. gardni strelski polk
- 106. gardni strelski polk
- 108. gardni strelski polk
- 65. gardni artilerijski polk

## Poveljstvo
Poveljniki
- polkovnik Mihail Ivanovič Denisenko (1942-1943)